# Ça a débuté comme ça

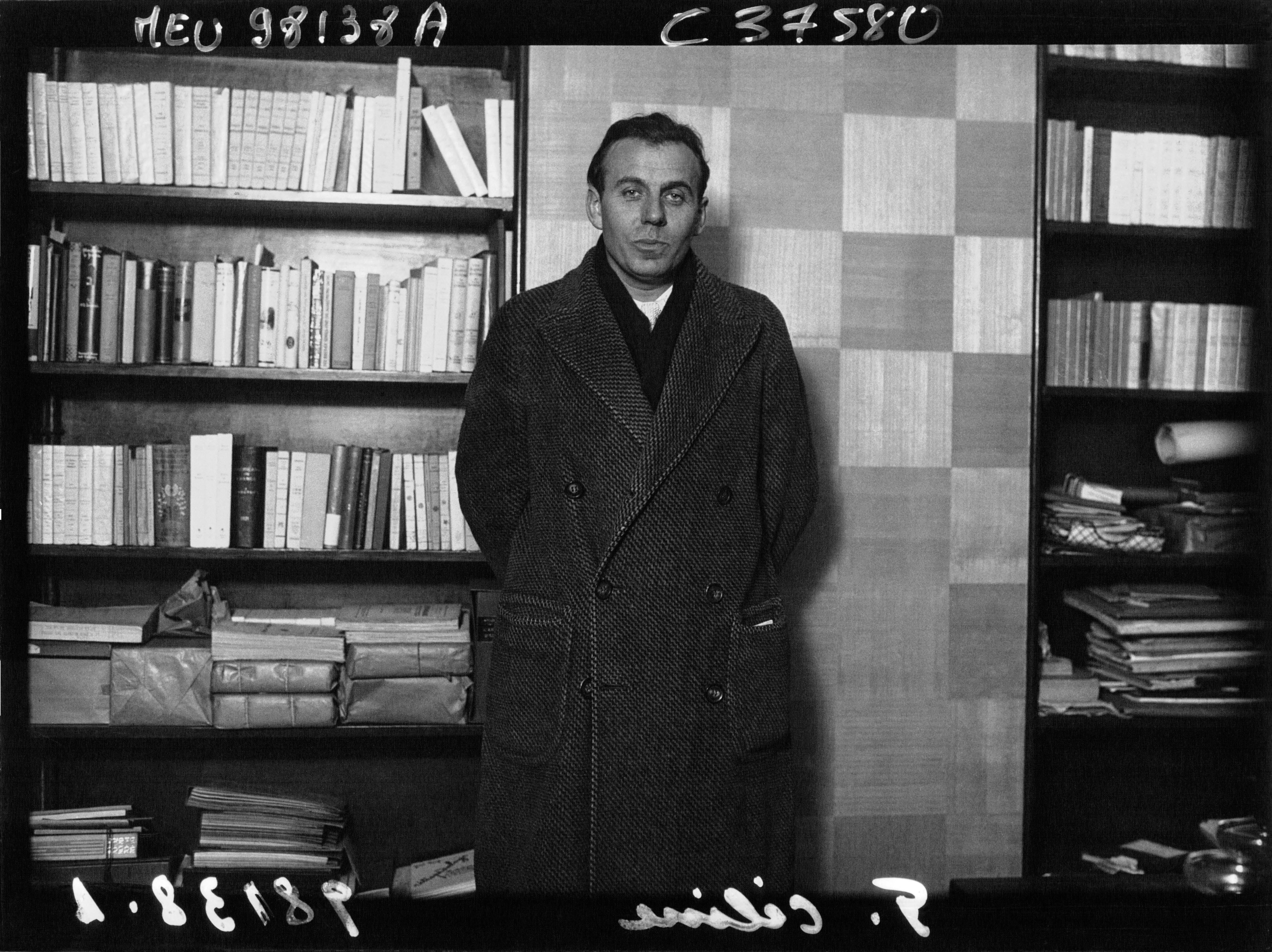
Louis-Ferdinand Céline en 1932

« Ça a débuté comme ça » est l'incipit du roman Voyage au bout de la nuit, première œuvre littéraire de l'écrivain français Louis-Ferdinand Céline, écrit et publié en 1932.

## Présentation
Cette phrase est composée de « cinq mots » et de « sept syllabes ».
La première phrase  de Voyage au bout de la nuit apparaît en fait dans le manuscrit sous la forme « Ça a commencé comme ça » et c’est seulement sous la forme dactylographiée que Céline a rayé le mot « commencé » pour le remplacer par le mot « débuté ». La publication inédite du manuscrit du premier jet de cette œuvre de Céline qui était resté introuvable durant soixante ans et acquis par la Bibliothèque nationale de France en 2001, permet de comprendre les intentions premières de l'auteur qui l'a corrigé avant sa publication.

## Analyse
Le roman commence par ces mots :
«  Ça a débuté comme ça. Moi, j’avais jamais rien dit. Rien. C’est Arthur Ganate qui m’a fait parler. Arthur, un étudiant, un carabin lui aussi, un camarade. On se rencontre donc place Clichy. C’était après le déjeuner. Il veut me parler. Je l’écoute.  »
Le récit commence par une phrase courte, sortie du néant. Aucune description ni même analyse psychologique, il s'agit de la simple présentation de deux étudiants en médecine qui sont amis, le lecteur n'a pas d'autres informations sur les personnages. Les phrases sont brèves et directes.
L'utilisation du passé composé, immédiatement suivi du présent de l'indicatif souligne la spontanéité de ce début de narration, créée non par le narrateur lui-même mais par son interlocuteur qui est nommé dès le début du roman, la situation étant présentée comme un échange, voire une confrontation entre ces deux personnes, donnant l'impression qu'ils ne sont pas forcément d'accord.
Le journaliste Grégoire Leménager relève que Céline a préféré « le « ça » du bistrot au « cela » qu’aurait employé n’importe quelle plume de la NRf ou du Mercure de France », et qu'on croit donc qu'il a choisi « commencé » plutôt que son synonyme « débuté », qui sans être pédant, est d’un registre un poil plus soutenu », ce qui explique selon lui que la phrase soit régulièrement mal citée avec « commencé » au lieu de « débuté » — ce qui était d'ailleurs le choix initial de Céline.
Dans la Bible, Dieu crée le monde par la parole ("Dieu dit : Que la lumière soit ! Et la lumière fut." – Genèse 1:3). La parole divine est performative : elle fait advenir l'existence.
Chez Céline, l'incipit peut être vu comme une référence biblique à la Genèse, où Dieu créé le monde par la parole. Le "Avant je n'avais rien dit." peut être lu comme une inversion ironique de ce pouvoir créateur du langage. Rien ne commence vraiment tant que personne ne parle, ce qui rejoint une vision où le langage précède ou conditionne la réalité. Céline semble suggérer que le monde (ou du moins le récit, et par extension l'expérience humaine) n’existe qu’à partir du moment où il est raconté. C’est une approche qui rappelle le pouvoir fondateur du langage, mais dépouillée de toute sacralité : là où la parole divine ordonne le chaos, la parole célinienne l'expose dans toute son absurdité.
Cette idée est renforcée par le style même de Céline : un langage parlé, haché, proche de l'oralité, qui met en scène le fait que raconter, c'est faire exister.

## Postérité